# Sidi Abdelli
Sidi Abdelli är en ort i Algeriet.   Den ligger i provinsen Tlemcen, i den norra delen av landet, 400 km sydväst om huvudstaden Alger. Sidi Abdelli ligger 465 meter över havet och antalet invånare är 23 543.
Terrängen runt Sidi Abdelli är kuperad åt sydväst, men åt nordost är den platt. Runt Sidi Abdelli är det ganska tätbefolkat, med 96 invånare per kvadratkilometer. Sidi Abdelli är det största samhället i trakten. Trakten runt Sidi Abdelli består till största delen av jordbruksmark.